# Historia económica de la República de Venecia
La historia económica de la República de Venecia se remonta a la época de los etruscos. Ubicada en el extremo norte del Mar Adriático, en la Edad Media, la ciudad se benefició de su posición cercana a los mercados de Europa Central y de su pertenencia al Imperio Bizantino. A medida que su autonomía aumentó consiguió privilegios comerciales tanto en Bizancio como en el Sacro Imperio Romano Germánico. Como resultado de la Cuarta Cruzada, en el año 1204 el dux de Venecia se convirtió en regente de un territorio que representaba tres octavas partes del imperio Bizantino, y surgió un imperio colonial que se constituyó en la columna vertebral de las expediciones marítimas y el libre comercio, así como del aprovisionamiento de Venecia del trigo, que constituía el producto alimenticio básico.

Neptuno presenta ofrendas a Venecia, Giambattista Tiepolo 1748–50, óleo sobre lienzo, 135 × 275 cm, Palacio Ducal de Venecia

La revolución comercial, con sus nuevas formas de organización, vida y cultura, llevó a un dominio nunca antes visto en el ámbito económico, administrativo y de los mecanismos de control. Las técnicas de comercio venecianas, sus formas societarias y los métodos de financiación, así como los mecanismos de estímulo a la economía, se adelantaron mucho al desarrollo en el resto de Europa.
Las cruzadas y la conquista de Constantinopla abrieron para muchos siglos el comercio directo con el interior de Asia, pero esas expediciones mercantiles requerían, además de la dotación de los frecuentes convoyes, grandes sumas de capital, que fueron facilitadas predominantemente en forma de créditos. Por lo demás, solo la nobleza disponía del derecho de ejercer el comercio a distancia (es conocido el cuasi monopolio en el comercio de caballos). La misma nobleza se hizo también con el monopolio de la dirección política.
A pesar del predominio del comercio, la "industria" de construcción naval constituyó la más destacada y, de lejos, la mayor generadora de empleo. A eso se sumaron en la Baja Edad Media la producción de telas, seda y vidrio. De gran importancia fue también el comercio monopolístico de sal y el comercio de cereales, que aportó no menos que todo el resto del comercio a la fortuna de la nobleza.
Desde el principio, Venecia tuvo que defenderse de una competencia feroz; solo con la República de Génova libró cuatro guerras. En la temprana Edad Moderna perdió poco a poco sus colonias con los otomanos y eventualmente su posición monopolística en el mar Adriático. Además, los holandeses y los ingleses desplazaron la competencia veneciana y los portugueses se apropiaron del comercio de especias. Adicionalmente, el proteccionismo de los estados europeos y del Imperio Otomano dificultó el acceso a los mercados.
De esta manera, su poder regional se basó al final principalmente en la producción de artículos de lujo y en la producción agraria de las tierras del norte de Italia.

## Hasta el siglo IX

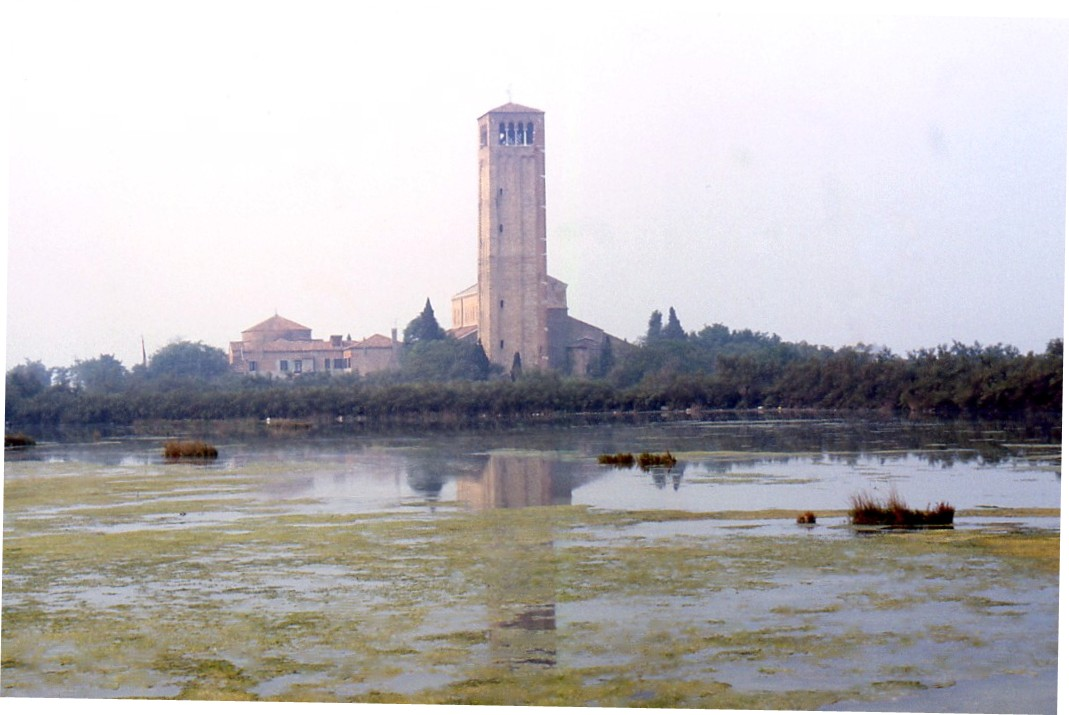
La catedral en el actualmente casi inhabitado Torcello, Michael Johanning 1985

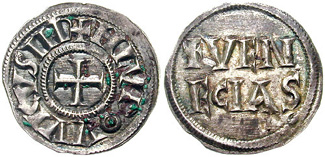

En la antigüedad el nivel del mar en la zona de la laguna veneciana era más bajo que en la actualidad, por lo que las huellas más antiguas de ocupación humana se hallan en áreas que a menudo se encuentran bajo el agua. Rastros griegos y etruscos apuntan a ocupaciones más tempranas de lo que durante mucho tiempo se había pensado. Chioggia era un asentamiento militar romano, y en Fondaco dei Turchi, a orillas del Gran Canal, apareció una moneda de la época del emperador Trajano.
En el siglo VI, la pesca, además de la sal y los cereales, desempeñaban ya el rol económico principal, pero hacia el año 750 el rey de los lombardos, Astolfo, prohibió cualquier tipo de comercio con los súbditos bizantinos, y con ello prácticamente también con las poblaciones de la laguna.
Sin embargo, hacia el año 780 se puede encontrar nuevamente en Pavía comerciantes que ofrecen mercancías orientales para la venta, tales como púrpura de Tiro. Además, ya antes del año 785, en Rávena y en la pentápolis italiana residían comerciantes venecianos que fueron "expulsados" por los francos entre 787 y 791. Con anterioridad, en la época del papa Zacarías (741-52), ya estaban involucrados en el comercio de esclavos con los sarracenos.

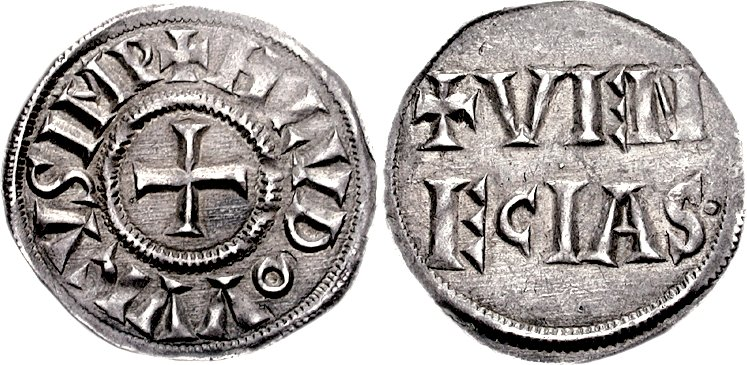
Denarios venecianos de la época de Ludovico Pío, 1,13 g. En el anverso: HLVDOVVICVS IMP alrededor de una cruz, en el reverso: VENECIAS

El comercio, no obstante, consistía principalmente en trueque. Si bien se conocían las monedas, e incluso se acuñaron algunas, tomando, por ejemplo, las monedas imperiales de el emperador Ludovico Pío y escribiendo "Venecias" en el reverso, las monedas de Verona eran las preferidas. Una casa de moneda propia, la ceca ("moneda" en árabe), se puede datar a inicios del siglo IX.
La fase temprana de la "feudalización", con la adquisición de fincas de gran extensión, llevó a manos de algunas familias las primeras grandes sumas de capital. El testamento de 829 del dux Giustiniano Participazio muestra que, aparte de construcciones residenciales y no residenciales, formaban parte de su patrimonio bienes mercantiles y joyas; pero sobre todo dinero efectivo, créditos y, finalmente, sumas considerables que al momento de su muerte todavía se encontraban en empresas comerciales. La clase dirigente estuvo, por tanto, casi desde el principio fuertemente involucrada en actividades comerciales, a diferencia de sus contrapartes del continente.

## Entre Bizancio y el Sacro Imperio Romano Germánico (siglo IX al XII)

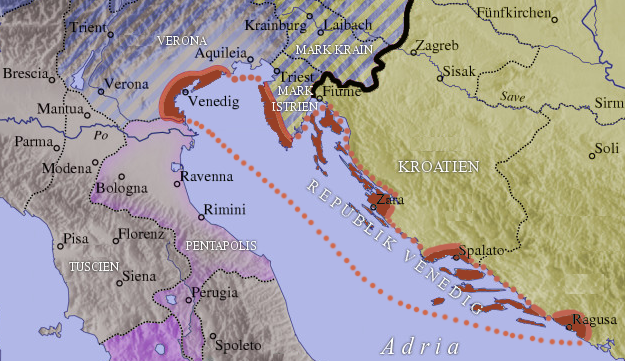
Posesiones venecianas hacia el año 1000

Con la destrucción de Comacchio (854 o 946), que dominaba la desembocadura del Po, el comercio hasta Pavía y Plasencia se abrió (en los territorios que tras ello se anexionaron, un tratado con Carlos III había abierto ya las rutas comerciales). Venecia perseguía objetivos similares en Istria. Mucho más difícil era la relación con los narentanos, los piratas de Dalmacia. Tan solo hacia el año 1000 el dux Pietro II Orseolo logró someter a su dominio Dalmacia septentrional y central.
El privilegio del comercio en el imperio, en combinación con el dominio del Mar Adriático, representaba la correspondencia occidental a una primera bula dorada del emperador bizantino del año 992, a la que siguieron otros privilegios comerciales. Como en el occidente, ahora Venecia gozaba también de prerrogativas en el este. En respuesta a la ayuda militar contra los árabes de Italia del Sur, el emperador Basilio II casi disminuyó a la mitad la tasa por barco comercial. Al mismo tiempo los venecianos entablaron contactos comerciales hasta Túnez. Hacia allí, y hacia Alejandría, enviaban madera, armas y metales, además de esclavos eslavos (aunque este comercio fue prohibido en 960).

## Multiplicación de capital, Colonias y conflictos en la nobleza (1171 hasta 1261)
Los privilegios venecianos se convirtieron en una amenaza para el comercio bizantino y los ingresos del estado. A pesar de que la enemistad resultado de ello era reconocible desde hacía décadas, la detención de todos los (presumiblemente) 10.000 venecianos en el Imperio Bizantino el 12 de marzo de 1171 y la consiguiente prohibición del comercio sucedieron de forma completamente sorpresiva. El barrio de comerciantes en el Cuerno de Oro fue prácticamente levantado. La respuesta militar fracasó a pesar del empleo de 120 galeras. En Venecia se produjeron tumultos y el dux Vitale Michiel II fue apuñalado a plena luz del día. Venecia perdió todos sus privilegios y solo 14 años después pudo volverse a poner un poco sobre sus pies. Con la Cuarta Cruzada se le ofreció al dux Enrico Dandolo una oportunidad de vengarse del odiado imperio.

### Riqueza repentina y estilo de vida feudal

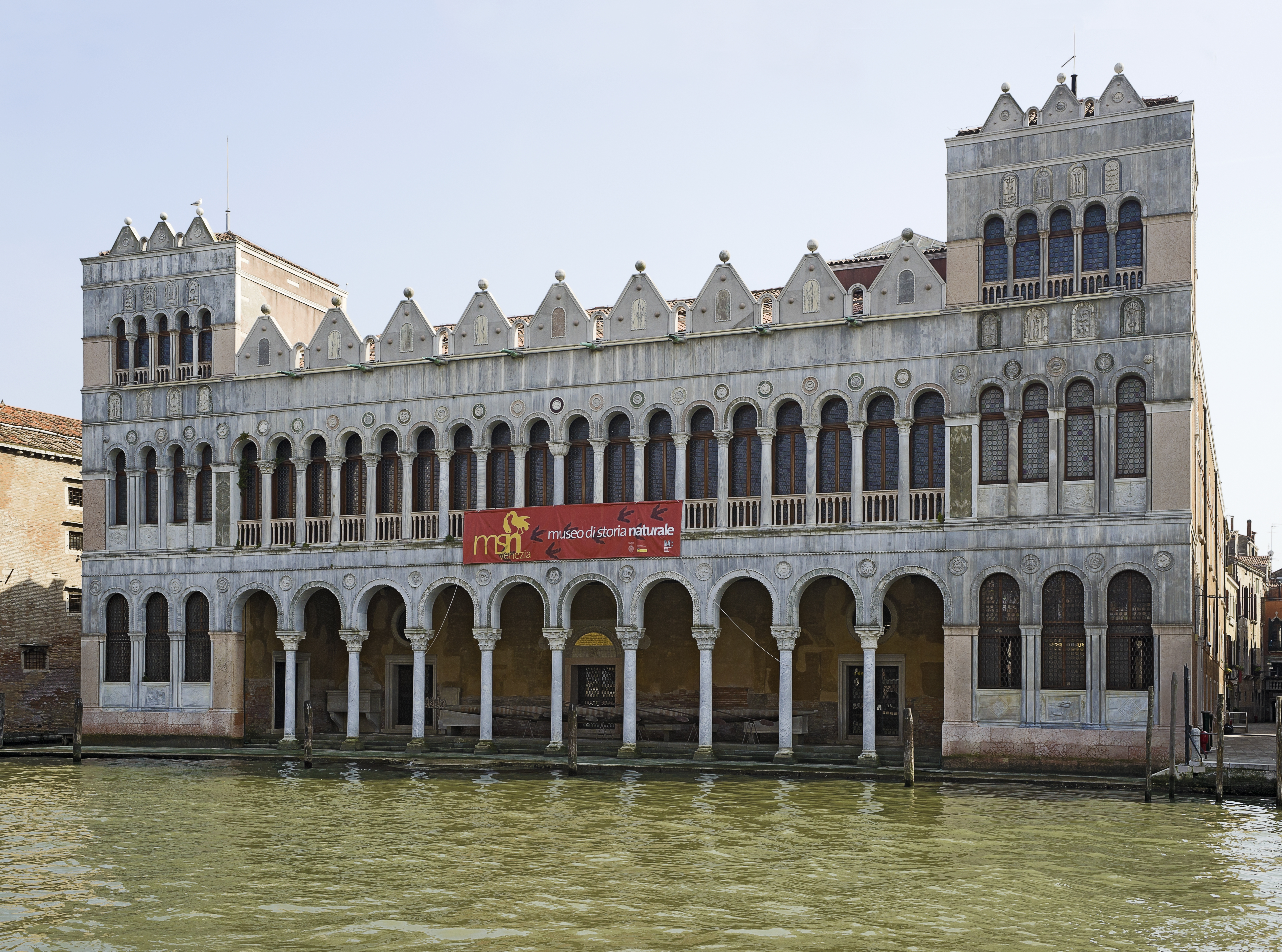
El palacio más viejo conservado, la posterior sede de los comerciantes turcos en la ciudad (Fondaco dei Turchi)

La conquista de Constantinopla y el establecimiento de un imperio colonial veneciano hicieron de Venecia, contra la creciente oposición de Génova, el poder dominante en el mediterráneo oriental. Ese imperio colonial y el Imperio latino (1204–1261) constituyeron el marco político de la masiva expansión del comercio. Además, los comerciantes participaban en el intercambio de mercancías con la Tierra santa, donde Acre (Israel) fue hasta 1291 una importante plataforma comercial.
En principio, el comercio no estuvo en absoluto en condiciones de asimilar semejantes sumas de capital, de manera que un gran número de nobles, pero también populares "nuevos ricos", los "Populari grassi“, adquirieron tierras en la Terra ferma, a pesar de la resistencia masiva de las ciudades afectadas.
La oposición entre los dos grupos de la nobleza y los nuevos acomodados se diluyó poco a poco, a medida que los dos grupos se fueron fundiendo en el nuevo y dominante rango de los Magni. Estos se repartían el poder político y los dividendos del comercio a distancia. Además, cerraron las puertas al deseado estilo de vida, al que pertenecían para otros nuevos acomodados crecientemente. A la tierra se puso un precio en 1226 por el estado, que cayó rápidamente con los de mayor grado de parentesco. El Dux permitió no adquirir por ninguna razón fuera del poder veneciano. y en 1297 finalmente solo podían acordar quien pertenecía al círculo de la nobleza (serrata).
Además, tanto en Venecia como en muchos lugares del imperio colonial surgieron nuevas posiciones de poder, que aseguraron ingresos a los propietarios, casi exclusivamente nobles. Con ello, la nueva nobleza gozaba de una posición considerablemente privilegiada frente al resto de la población. Algunos nobles conquistaron además imperios insulares completos en el Egeo.
A través del comercio intensivo y las campañas militares la demanda de tripulaciones creció fuertemente, lo que ofreció ocupación a un gran número de hombres. Además, se disminuyó la incorformidad social que los cambios ocasionaron al asignar la colonización de Creta a partir de 1211 a tres o cuatro mil hombres junto con sus familias. Allí recibieron bienes feudales, así como la posibilidad de participar en el ascenso social.

### Imperio Colonial y colonias comerciales.
El Imperio colonial se extendía dese la laguna hasta Creta. El epicentro del imperio colonial fue en un principio la comunidad de comerciantes en el Cuerno de oro turco. Aunque Venecia no era capaz de tomar en posesión las tres octavas partes del Imperio Bizantino acordadas como su parte durante el asedio a Constantinopla, sí se aseguró los puntos más importantes, en los que se instalaron almacenes, hospedajes y graneros, algunas flotas y también sistemas de comunicación, que propiciaron y aseguraron fuertemente el comercio.
Además se asentaron en Bari y Siracusa, en Trípoli y Túnez, en Baleares y Valencia, Sevilla y Barcelona, en Montpellier, Nîmes y Aigues-Mortes, en Southampton y Londres, y especialmente en Brujas, pequeños grupos de hombres experimentados y con capital, que formaron la columna vertebral del comercio local. Con ello se creó un sistema fijo de mensajería, que conectaba a Brujas y Venecia en ocho días. Finalmente, los comerciantes podían utilizar estaciones en Augsburgo, Ulm, Núremberg, Fráncfort, Colonia y Viena. Además, innumerables cartas de comerciantes muestran que con esos escritos sobre variaciones de precio, cambios de tasas de aduana y tipos de cambio, y rumores sobre convulsiones políticas, se mantenían al día.

### Inmigración
Venecia, que hacia 1300 tenía quizá de 85.000 a 100.000 habitantes, podía afrontar la pérdida de población causada por empresas comerciales y colonizaciones solo a raíz de que al mismo tiempo muchas personas inmigraron a la metrópoli. En ello Venecia fomentaba, especialmente después de las oleadas de peste de 1348, la afluencia de especialistas, como tejedores de seda de Lucca o molineros y panaderos del Sacro Imperio Romano Germánico. La ciudad creció principalmente hacia el interior, es decir, los barrios que hasta entonces estaban dominados por jardines y pantanos fueron urbanizados.
Como los artesanos, los comerciantes extranjeros formaron colonias similares, los cuales, como los milaneses, se aglomeraron en una calle cerca de Rialto. A partir del siglo XIV entraron en escena los toscanos, activos principalmente en el comercio de telas, los cuales desempeñaron además un papel importante en el sector bancario, especialmente los florentinos. Del sur de Italia llegaron ante todo de Apulia, además de eslavos, griegos y franceses, aunque en menor medida. A partir de aproximadamente 1250 comenzaron a llegar inmigrantes desde el imperio –ya fueran alemanes, húngaros o bohemios, fueron llamados de forma general "Tedeschi"– que se alojaron en la "Casa de Comercio de los Alemanes" (Fondaco dei Tedeschi). Algunos Visdomini del Fondaco vigilaban las actividades de los residentes, agentes mediaban en las transacciones, y también las vigilaban. Finalmente, un grupo de inmigrantes, los judíos, se estableció mayormente en Mestre. Allí desempeñaban por ejemplo actividades crediticias y ofrecían – a disgusto de los usureros establecidos – créditos considerablemente más baratos. Solo a partir de la fundación en 1516 del gueto de Venecia vivió la mayor parte de ellos en un barrio aislado.

### Colecciones de referencias bilbiográficas
- Alvise da Mosto, L'ARCHIVIO DI STATO DI VENEZIA. INDICE GENERALE, STORICO, DESCRITTIVO ED ANALITICO (PDF, 796 kB oder im HTML-Format) – obra que ofrece un panorama sobre las colecciones del Archivio di Stato di Venezia y con ello sobre las fuentes primarias más importantes sobre el tema.
- Un panorama actual sobre las fuentes primarias lo ofrece el centro Metodologie e Applicazioni per gli Archivi Storici Archivo PDF, 4,3 MB
- Cassiodors Variae como documentos doc
- el texto de los 12 libros
- Roberto Cessi (Ed.): Documenti relativi alla storia di Venezia anteriori al Mille. En: Testi e Documenti di storia e di letteratura latina medioevale. T. 1-3, Padua 1942–43.
- Cinzio Violante/Carlrichard Brühl (Eds.): Die „Honorantie civitatis Papie“. Colonia/Viena 1983, ISBN 3-412-00483-9.
- Roberto Cessi (Ed.): Liber Plegiorum & Acta Consilii Sapientum. (Deliberazioni del Maggior Consiglio di Venezia, T. 1), Bolonia 1950.
- Franz Dölger (Ed.): Regesten der Kaiserurkunden des oströmischen Reiches von 565–1453. 1.ª parte: Regesten von 565–1025. Múnich/Berlín 1924.
- Gottlob Lukas Friedrich Tafel/Georg Martin Thomas (Eds.): Urkunden zur älteren Handels- und Staatsgeschichte der Republik Venedig. Viena 1856.
- Georg Martin Thomas: Diplomatarium Veneto-Levantinum sive Acta et Diplomata Res Venetas Graecas atque Levantis illustrantia. 2 Tomos, Venecia 1880/99, Reimpresión Nueva York 1966 (contiene numerosos textos de contratos entre Bizancio y Venecia).
- Marin Sanudo il Giovane: De origine, situ et magistratibus urbis venetae, ovvero La città di Venezia (1493–1530). Editado por Angela Caracciolo Aricò, Milán 1980.

### Arqueología
- John McManamon/Marco D’Agostino/Stefano Medas: Excavation and Recording of the Medieval Hulls at San Marco in Boccalama (Venice). En: The INA Quarterly. The Publication of the Institute of Nautical Archaeology. T. 30, 2003, p. 22–28 (como PDF No.1, año 30, 3,5 MB) (archive.org).

### Obras generales
- Ludwig Beutin: Der wirtschaftliche Niedergang Venedigs im 16. und 17. Jahrhundert. En: Hansische Geschichtsblätter. T. 76, 1958, p. 42–72.
- Ludo (Ludwig) Moritz Hartmann: Die wirtschaftlichen Anfänge Venedigs. En: Vierteljahrschrift für Wirtschafts- und Sozialgeschichte. T. 2, 1904, p. 434–442 (en línea en www.digizeitschriften.de).
- Heinrich Kretschmayr: Geschichte von Venedig. 3 Tomos, Gotha 1905 und 1920, Stuttgart 1934, Reimpresión Aalen 1964. Reprint de los tomos 1 y 2 o.O o.J. (2010)
- Frederic C. Lane: Seerepublik Venedig. Múnich 1980 (inglés 1973).
- Gino Luzzatto: Storia economica di Venezia dall'XI al XVI secolo. Venecia 1961, Reimpresión 1995.
- Jörg Reimann: Venedig und Venetien 1450 bis 1650. Politik, Wirtschaft, Bevölkerung und Kultur: Mit zwei Füßen im Meer, den dritten auf dem platten Land, den vierten im Gebirge. Hamburgo 2006
- Sven Rolf: Venedig im Zentrum einer mittelalterlichen Weltwirtschaft. Norderstedt 2006
- Storia di Venezia. 8 Tomos, Roma 1992–2002.
- Wolfgang Stromer Freiherr von Reichenbach (Ed.): Venedig und die Weltwirtschaft um 1200. Sigmaringen, Stuttgart 1999.
- Peter Feldbauer, Gottfired Lidl, John Morrissey: Venedig 800–1600. Die Serenissima als Weltmacht. Mandelbaum Verlag, Viena 2010, ISBN 978-3-85476-348-2 (Reseña) (Tercera versión actualizada del anteriormente titulado Venedig 800–1600: Wasservögel als Weltmacht, 2002 o Weltmacht mit Ruder und Segel: Geschichte der Republik Venedig 800–1600).

### Comerciantes, duces, clanes y técnicas de comercio
- Benjamin Arbel: Trading Nations: Jews and Venetians in the Early Modern Eastern Mediterranean. Leiden 1995.
- Jean-Claude Hocquet: Denaro, navi e mercanti a Venezia 1200–1600. Roma 1999.
- Benjamin Z. Kedar: Merchants in Crisis. Genoese and Venetian men of affairs and the fourteenth-century depression, New Haven/Londres 1976.
- Gherardo Ortalli: Petrus I. Orseolo. Der 'heilige Doge' zwischen Venedig und dem Ottonischen Reich. Stuttgart 1998.

### Navegación y arsenal militar
- Robert C. Davies: Shipbuilders of the Venetian Arsenal. Workers and workplace in the preindustrial city. Baltimore/Londres 1991

### Sobre profesiones y mercancías determinadas
- Salvatore Ciriacono: Les manufactures de luxe à Venise: contraintes géographiques, goût méditerranéen et compétition internationale (XIVe–XVIe siècles). En: Les villes et la transmission des valeurs culturelles au bas Moyen Age et aux temps modernes. Bruselas 1996, p. 235–251.
- N. Fano: Ricerche sull'arte della lana a Venezia nel XIII e XIV secolo. En: Archivio Veneto. Va serie 18, 1936, p. 73–213.
- Jean-Claude Hocquet: Chioggia, Capitale del Sale nel Medioevo. Sottomarina 1991.
- Johannes Hoffmann: Die östliche Adriaküste als Hauptnachschubbasis für den venezianischen Sklavenhandel bis zum Ausgang des elften Jahrhunderts. En: Vierteljahrschrift für Sozial- und Wirtschaftsgeschichte. T. 55, 1968, p. 165–181.
- Hans-Jürgen Hübner: Cum continue de venditione frumenti recipiat denarios. Saisonaler Weizenkauf, unelastischer Verbrauch und die Getreidekammer als Vermittlungsinstanz auf dem Finanzplatz Venedig (ca. 1280–1380), en: Quellen und Forschungen aus italienischen Archiven und Bibliotheken 79 (1999) 215–266
- Hans-Jürgen Hübner: Quia bonum sit anticipare tempus. Die kommunale Versorgung Venedigs mit Brot und Getreide vom späten 12. bis ins 15. Jahrhundert. Peter Lang, Frácfort del Meno – Berlín – Berna – Nueva York – París – Viena 1998 ISBN 3-631-32870-2.
- Luca Molà (Ed.): The Silk Industry of Renaissance Venice. Baltimore 2000.

### Bienes raíces, colonias y regiones de comercio
- J. Jegerlehner: Der Aufstand der kandiotischen Ritterschaft gegen das Mutterland Venedig (1363–1365). En: Byzantinische Zeitschrift. T. 12, 1903, p. 78–120.
- Sergej P. Karpov: La navigazione veneziana nel Mar nero, XIII–XV sec.. Ravenna 2000 ISBN 88-7567-359-4.
- Ralph-Johannes Lilie: Handel und Politik zwischen dem Byzantinischen Reich und den italienischen Kommunen Venedig, Pisa und Genua in der Epoche der Komnenen und Angeloi (1081–1204). Ámsterdam 1984.
- Karl-Ernst Lupprian: Il Fondaco dei Tedeschi e la sua funzione di controllo del commercio tedesco in Italia. Venecia 1978.
- Jörg Reimann: Venedig und Venetien 1450 bis 1650. Politik, Wirtschaft, Bevölkerung und Kultur: Mit zwei Füssen im Meer, den dritten auf dem platten Land, den vierten im Gebirge. Verlag Dr. Kovac,, Hamburgo 2006.
- Gerhard Rösch: Venedig und das Reich. Handels- und verkehrspolitische Beziehungen in der deutschen Kaiserzeit. Tubinga 1982.
- Wolfgang v. Stromer: Landmacht gegen Seemacht. Kaiser Sigismunds Kontinentalsperre gegen Venedig 1412–1433. En: Zeitschrift für historische Forschung. T. 22, 1995, p. 145–189.
- Freddy Thiriet: La Romanie vénitienne au Moyen Age. Le développement et l’exploitation du domaine colonial vénitien (XII–XV siècles). 2.ª edición. París 1975.

### Política monetaria y financiera, crédito y bancos
- Tommaso Bertelè: Bilanci generali della Repubblica di Venezia. Venecia 1912.
- Roberto Cessi (Ed.): La regolazione delle entrate e delle spese (sec. XIII–XIV). Padua 1925.
- Frederic C. Lane/Reinhold C. Mueller: Money and Banking in Medieval and Renaissance Venice. T. 1: Coins and Moneys of Account, T. 2: The Venetian Money Market: Banks, Panics and the Public Debt, 1200–1500. Baltimore/Londres 1985 y 1997.
- Gino Luzzatto: I prestiti della Repubblica di Venezia (sec. XIII–XV). Padua 1929.
- Reinhold C. Mueller: L’imperialismo monetario veneziano nel Quattrocento. En: Società e Storia. T. 8, 1980, p. 277–297.
- Alan M. Stahl: The Venetian Tornesello. A medieval colonial coinage. Nueva York 1985.

### Aseguradoras y derecho de patentes
- Karin Nehlsen-von Stryk: Die venezianische Seeversicherung im 15. Jahrhundert. Ebelsbach (Main) 1986.
- Helmut Schippel: Die Anfänge des Erfinderschutzes in Venedig. En: Uta Lindgren (Ed.): Europäische Technik im Mittelalter. 800 bis 1400. Tradition und Innovation. 4.ª edición, Berlín 2001, p. 539–550.

### Historia social e historia de la vida cotidiana
- Franco Brunelli: Arti e mestieri a Venezia nel medioevo e nel rinascimento. Vicenza 1981.
- Linda Guzzetti: Venezianische Vermächtnisse: Die soziale und wirtschaftliche Situation von Frauen im Spiegel spätmittelalterlicher Testamente. Stuttgart/Weimar 1998.
- Gerhard Rösch: Der venezianische Adel bis zur Schliessung des Grossen Rates: zur Genese einer Führungsschicht. Thorbecke, Sigmaringen 1989.
- Susanne Winter (Ed.): Donne a Venezia. Vicende femminili fra Trecento e Settecento, Roma – Venecia 2004

## Enlaces web
- Versión detallada de este artículo con cronología, historia colonial, política y financiera y listas de fuentes y literatura (alemán)
- Coins of Venice (Monedas de Venencia)
- Deutsches Studienzentrum in Venedig instituto de investigación alemán en el Palazzo Barbarigo della Terrazza, con biblioteca propia series de publicaciones; proporciona becas en el campo de la bizantinística, historia, estudios judíos, historia del arte y la arquitectura, estudios literarios y de la música, historia de la medicina, del derecho y de la economía (alemán e italiano).
- News on the Rialto Revista sobre estudios de historia de Venecia (inglés e italiano)
- página oficial de los museos venecianos (italiano e inglés)
- antigua colección de enlaces de la página Storia di Venezia: Materiali per la ricerca (15 de junio de 2008) Enlaces a archivos, colecciones de fuentes, bibliotecas, revistas, bancos de datos, institutos culturales y textos en línea (italiano)